# La fortuna o la virtù di Alessandro
La fortuna o la virtù di Alessandro Magno (Περὶ τῆς Ἀλεξάνδρου τύχης ἢ ἀρετῆς - De Alexandri magni fortuna aut virtute) è il titolo di due declamazioni giovanili di Plutarco su Alessandro.

## Struttura
La prima orazione è per la maggior parte condotta per evidenziare il modo in cui la Fortuna avesse utilizzato Alessandro; ma molto è anche detto del modo in cui il Macedone era incappato nei suoi castighi e di come si fosse dimostrato, il più delle volte, superiore ad essi. Nella seconda orazione la Fortuna non è trascurata, ma piuttosto ci si concentra sulla virtù.
Quindi non è sorprendente trovare nel Catalogo di Lampria delle opere di Plutarco due voci distinte, che forse danno senso alla divisione attuale in due declamazioni: una prima, n ° 176, Περὶ τῆς Ἀλεξάνδρου τύχης e una seconda, n ° 186, Περὶ τῆς Ἀλεξάνδρου ἀρετης.
Molto di ciò che è qui incluso si trova anche nella Vita di Alessandro, nella Anabasi di Arriano, in Curzio Rufo e in Diodoro Siculo.

## Analisi critica
Le (probabili) due declamazioni sono di tipo epidittico simile, con una conclusione brusca, come se l'oratore fosse stato obbligato a fermarsi dopo un certo periodo di tempo. Si nota, tuttavia, la notevole differenza di lunghezza tra la prima e la seconda parte del lavoro.
Non sappiamo nulla delle circostanze in cui sono state declamate queste orazioni, ma è del tutto possibile che siano state pronunciate a Roma per mostrare ai romani quello che un greco istruito sapeva fare per il trattamento di un tema controverso.